# Roman (stacja kolejowa)
Roman (rum: Gara Roman) – stacja kolejowa w miejscowości Roman, w Okręgu Neamț, w Rumunii. Stacja jest obsługiwana przez pociągi CFR Călători. Znajduje się na ważnej magistrali kolejowej nr 500 Bukareszt – Suczawa.
W budynku dworca funkcjonuje poczekalnia, poczta, bar, posterunek policji, punkty usługowe, toaleta. Przed budynkiem dworca znajduje się postój taksówek.

## Linie kolejowe
- Linia Bukareszt – Suczawa
- Linia Roman – Buhăiești